# Culleus (mesura)
Culleus o també Cúleus (en llatí culleus) era una unitat romana de mesura de líquids equivalent a 523,92 litres. Va ser la mesura liquida més gran i equivalia a 20 àmfores o 160 congis. Aquesta era la mesura romana utilitzada per calcular el producte de les vinyes.
Igualment era una forma de punició per als parricidis: un sac de cuir tancat on s'hi ficava al parricidi i se l'ofegava, segons allò que establia la Lex Cornelia de sicariis et veneficis.